# 재일기
《재일기》(중국어: 在一起, 병음: Zài yī qǐ 짜이이치[*])는 2020년 방송되었던 중국의 드라마이다.

## 소개
- 작년 12월 전 세계와 대한민국에서 유행하고 있는 코로나19 범유행과 이를 극복하는 사람들의 이야기를 담은 옴니버스 드라마

## 등장인물
- 레이자인 - 고용 역
- 담탁 (谭卓) - 육만기 역
- 진둥 - 호경생 역
- 양양 - 락빈 역
- 장톈아이 - 류소가 역
- 왕초연 - 야오닝 역
- 선웨 - 소주 역
- 려중 (吕中) - 허청여 역
- 하람두 (何蓝逗) - 모진진 역
- 메이팅 - 마윤 역
- 호아첩 (胡亚捷) - 류원장 역
- 니니 - 평소안 역
- 장징추 - 원징 역
- 장신 - 호사장 역
- 장자이 - 장한청 역
- 주일위 (周一围) - 담송림 역
- 자오진마이 - 송의 역
- 장운룡 (Leon Zhang) - 왕가 역
- 임중 (任重) - 정준 역
- 주아문 (朱亚文) - 여건휘 역
- 쉬루 - 주주 역
- 여애뢰 (余皑磊) - 위력 역
- 황징위 - 루자오양 역
- 리샤오란 - 강찬 역
- 위청 (苇青) - 장운영 역
- 장시린 - 노진 역
- 궈타오 - 동극휘 역
- 주굉가 (朱宏嘉) - 장맹 역
- 천슈 - 진여 역
- 루이 - 류박 역
- 감청자 (闞清子) - 허신희 역
- 쑨자위 - 채우훤 역
- 모효혜 (毛晓慧) - 루지에 역
- 황지충 (黄志忠) - 정원장 역
- 왕쯔젠 - 안지원 역
- 양신명 (杨新鸣) - 이대야 역
- 덩룬 - 송소강 역
- 리친 - 이천연 역
- 둥제 - 맹길 역
- 류림 (刘琳) - 진정 역
- 보검봉 (Jeff) - 조정문 역
- 하이칭 - 매애화 역
- 펑사오펑 - 한송 역
- 동선 (Michelle) - 왕만리 역
- 쑨리 - 팡주임 역
- 투쑹옌 - 계위화 역
- 자나이량 - 정기하 역
- 류민타오 - 도방 역
- 니다훙 - 니다다 역
- 해미연 (奚美娟) - 장민화 역
- 장멍 - 교교 역